# Західний (стадіон)
Стадіон «Західний» — футбольний стадіон у Маріуполі. Вміщує 3063 глядачі.
Стадіон було відкрито в 2005 році. Реконструйовано у 2009.
На стадіоні проходили матчі Чемпіонату Європи з футболу 2009 серед юнаків віком до 19 років.
| Дата       | Стадія        | Команда | Команда   | Рахунок | Голи                    |
| ---------- | ------------- | ------- | --------- | ------- | ----------------------- |
| 21-07-2009 | Груповий етап | Франція | Сербія    | 1-1     | Брагімі 40 - Алексич 44 |
| 24-07-2009 | Груповий етап | Франція | Туреччина | 1-1     | Н'Діайє 90 - Їлдирим 64 |
| 27-07-2007 | Груповий етап | Сербія  | Туреччина | 1-0     | Алексич 17              |